# 翁徐文
翁徐文（1901年—1981年8月），男，湖南醴陵人，中华人民共和国政治人物，曾任湖南省工业厅厅长，中共湖南省纪委副书记，湖南省政协副主席。